# Charles Boyle (3e vicomte Dungarvan)
Charles Boyle (bapt. 12 décembre 1639 – 12 octobre 1694), est un pair, titré 3e vicomte Dungarvan et un homme politique britannique.

## Famille
Charles Boyle est le fils de Richard Boyle (1er comte de Burlington), et son épouse, Elizabeth Clifford, 2e baronne Clifford suo jure, et reçoit le titre de courtoisie de vicomte Dungarvan.

## Carrière
En 1663, Charles Boyle est reçu à la Chambre des Lords d'Irlande en tant que vicomte Dungarvan, et il est Fellow de la Royal Society l'année suivante.
De 1670 à 1679, il est député pour Tamworth à la Chambre des Communes britannique, et puis pour le Yorkshire, de 1679 à 1689. En 1682, il achète Chiswick House qui a appartenu à Edward Wardour. La maison est utilisée comme une résidence d'été par la famille, dont la résidence à Londres est Burlington House. En 1689, il est appelé à la Chambre des Lords britannique pour la Baronnie de Clifford de Lanesborough, qui est créée pour son père en 1644.
À la mort de sa mère en 1691, Charles hérite de la baronnie de Clifford. Comme il est décédé avant son père, en 1694, ses titres ont été transmis à son fils aîné, Charles Boyle qui a succédé à son grand-père, en tant que 2e comte de Burlington.

## Mariage et descendance
Le 7 mai 1661, Charles Boyle épouse Jane Seymour (1637-1679), la quatrième fille de William Seymour (2e duc de Somerset) et de son épouse, Frances Devereux. Ils ont cinq enfants:
- Elizabeth Boyle (1662-1703), épouse son cousin au deuxième degré, James Barry (4e comte de Barrymore) (en).
- Mary Boyle (c.1664-1709), mariée à James Douglas (2e duc de Queensberry).
- Charles Boyle (2e comte de Burlington) (av 1669-1704), plus tard, 4e vicomte Dungarvan, et plus tard, 3e comte de Cork et 2e comte de Burlington.
- Henry Boyle (1er baron Carleton) (1669-1725), plus tard, 1er baron Carleton.
- Arabella Boyle (c. 1671-1750), épouse Henry Petty (1er comte de Shelburne).

Après la mort de sa femme Jane, en 1679, Charles épouse Aréthuse Berkeley (1664-1743), fille de George Berkeley, 1er comte de Berkeley et Elizabeth Massingberd, en 1688, et ils ont un enfant:
- Aréthuse Boyle (1688–?), mariée James Vernon.